# Фіванська тріада

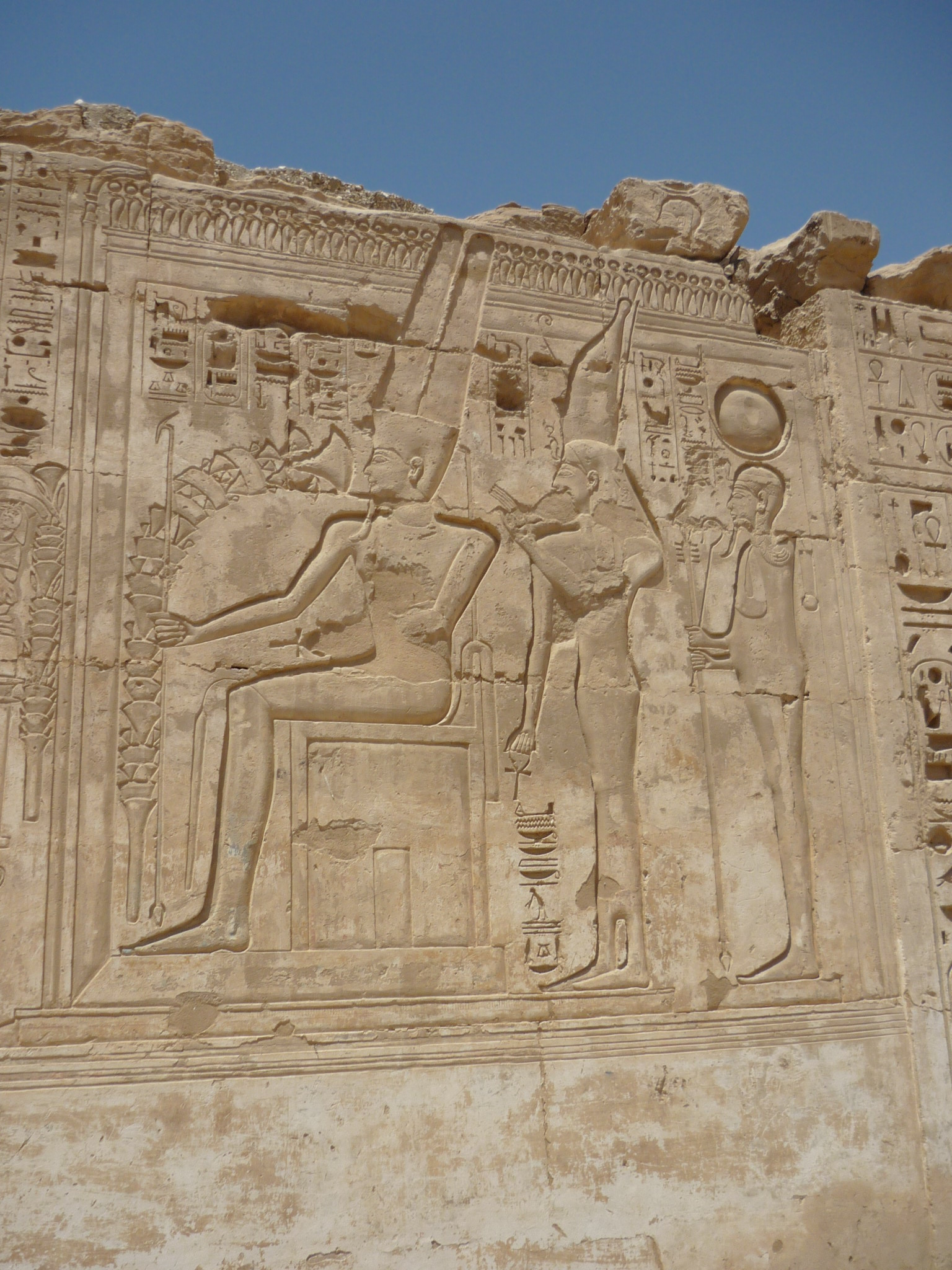
Амон, Мут і Хонсу. Храм Рамзеса III в Медінет-Абу.

Фіванська тріада — троє найшанованіших богів давньоєгипетського міста Фіви: Амон, його дружина Мут та їхній син Хонсу. XVIII і XX династії Нового царства стали часом розквіту тріади. Ці боги були головними об'єктами поклоніння в масивному храмовому комплексі Карнаку. Храми і святині тріади існують по всій території Єгипту, один з них перебуває навіть у Дейр ель-Хагар, поблизу оази Дахла. Аменхотеп I, фараон, який побудував у Карнацькому храмовому комплексі монументальні храмові ворота й колосальну статую, часто зображувався серед цих богів.